# گرهارد هوفمان
 گرهارد هوفمان (آلمانی: Gerhard Hoffmann؛ زاده ۱۸۸۰ درگذشته ۱۹۴۵) فیزیک‌دان اهل آلمان بود. 